# Effet Lombard
L'effet Lombard, nommé d'après Étienne Lombard, est le phénomène de modification de la prononciation humaine (fréquence fondamentale, volume sonore, articulation, allongement des voyelles) pour compenser la présence de bruits environnants.
Cet effet se produit généralement inconsciemment, le locuteur adaptant automatiquement sa façon de parler pour que son ou ses interlocuteurs puissent le comprendre au mieux, malgré le bruit.

## Fonctionnement

### Facteurs aggravants
L'ampleur de l'effet ne dépend pas que de la nature ou de l'intensité du bruit environnant : des facteurs « relatifs à
la situation comme le manque d'humidité de l'air
ou la présence de gaz, de fumées, de vapeurs ou encore l'acoustique de certaines salles » ainsi que des facteurs « individuels » tels que « le genre du locuteur, son stress, ses
habitudes tabagiques, sa personnalité ont une
influence sur le forçage vocal, de même que la
fréquence d'utilisation de la voix ou le mauvais
traitement de signes précurseurs. » ainsi qu'une « mauvaise posture » entrent aussi en compte. 

### Dans le monde animal
Les humains ne sont pas les seuls concernés par cet effet. C'est aussi le cas chez certains animaux tels le rossignol philomèle, la mésange charbonnière ou le merle noir,. 

## Conséquences
Les professionnels étant souvent dans des situations d'apparition de l'effet Lombard, comme les enseignants par exemple, peuvent être en situation de « forçage vocal chronique », ce qui les amène à souffrir de « sérieux disfonctionnements du larynx (oedèmes,
polypes, nodules, kystes) ». 

## Solutions
Le « travail de la voix par le chant » peut entrainer à diminuer le risque de forçage vocal. 
1. ↑  Etude de l'effet Lombard par la mesure du niveau sonore équivalent,
2. 1 2 3  Maeva Garnier, Danièle Dubois et Nathalie Henrich Bernardoni, « Bruit et voix: de l'adaptation au forçage vocal : Conceptions et implications méthodologiques », dans B. Vaxelaire, R. Sock, G. Kleiber et F. Marsac, Perturbations et Reajustements. Langue et langage, Strasbourg, Université Marc Bloch, 2007 (lire en ligne), p. 63-71
3. ↑  Guillaume Dutilleux et Anaïs Fontaine, Bruit Routier et faune sauvage, Paris, Centre d'études et d'expertise sur les risques, l'environnement, la mobilité et l'aménagement, 2015, 32 p. (lire en ligne), p. 15
4. ↑  « Des organismes terrestres très sensibles au bruit », Le Francilophone,‎ 2020, p. 7 (lire en ligne)